# Подводные лодки типа «Скейт»
Подводные лодки типа «Скейт» — серия из четырёх американских атомных подводных лодок, построенных в 1956—1957 годах.

## История проектирования
В 11:00 17 января 1955 года первая в мире атомная подводная лодка USS Nautilus (SSN-571) впервые вышла в море и отправила в эфир историческое сообщение: «Underway on nuclear power.» («Идём на атомной энергии»), возвестившее о начале эры атомных подлодок.
Спустя полгода было начато создание первого американского серийного проекта АПЛ — типа «Скейт». Во всём, кроме энергетической установки, он базировался на проекте послевоенных дизель-электрических подводных лодок «Тэнг», которые, в свою очередь, создавались с учётом итогов Второй мировой войны и с акцентом на увеличение скорости подводного хода.
Лодки типа «Скейт» являются одними из самых небольших боевых АПЛ за всю историю подводного кораблестроения, превосходя по размерам только французские лодки типа «Рюби».

## История строительства
Две лодки были заказаны 18 июля 1955 года.  Строительство первой лодки было начато 21 июля, вторая лодка и ещё две лодки, дозаказанные 29 сентября 1955 года, были заложены в 1956 году. В 1957-1958 годах все они были спущены на воду, а с 1959 года все находились в строю. Строительством занимались верфи Electric Boat (головная лодка), Portsmouth Naval Shipyard и Mare Island Naval Shipyard.

## Представители
Всего было построено четыре корабля. Они находились в строю более 25 лет и были списаны лишь в конце 1980-х годов.
| Название                | Верфь | Заложен    | Спущен     | В строю    | Списан     | Статус        |
| ----------------------- | ----- | ---------- | ---------- | ---------- | ---------- | ------------- |
| USS Skate (SSN-578)     | GDEB  | 21.07.1955 | 16.05.1957 | 23.12.1957 | 12.09.1986 | утилизирована |
| USS Swordfish (SSN-579) | PNS   | 25.01.1956 | 27.08.1957 | 15.09.1958 | 02.06.1989 | утилизирована |
| USS Sargo (SSN-583)     | MINS  | 21.02.1956 | 10.10.1957 | 01.10.1958 | 21.04.1988 | утилизирована |
| USS Seadragon (SSN-584) | PNS   | 20.06.1956 | 16.08.1958 | 05.12.1959 | 12.06.1984 | утилизирована |